# Rosana (álbum de Rosana)
Rosana es el tercer disco de la cantante española Rosana Arbelo, fue lanzado en septiembre de 2001, bajo el sello de Universal Music Latino.

## Historia y grabación
En septiembre del 2001, Rosana rompe tres años de silencio discográfico, durante los cuales ha seguido componiendo para otros cantantes, y sale a la venta su tercer álbum "Rosana". La elección del título tiene su explicación, que nos da la misma cantante: "Es el mejor título que refleja mi personalidad".
Su nuevo trabajo, producido, compuesto e interpretado por ella, experimenta nuevos ritmos, producto directo de haber nacido en las Islas Canarias donde los géneros musicales se funden. El álbum se grabó íntegramente entre Los Ángeles y España, acompañada de músicos, quienes colaboraron con ella en sus trabajos anteriores.
Esta es la primera vez que Rosana, participa como músico y arreglista dentro de la producción del disco. Con un estilo más cercano al Pop/Rock, la cantante nos regala un disco con una producción internacional, superando musicalmente a su anterior trabajo. 
Con este disco Rosana, ingresó por 3 vez al número 1º de las listas en ventas no sólo en España sino también en América Latina.

## Lista de canciones
Letra y música compuesta por Rosana Arbelo.
| N.º | Título                        | Duración |  |
| 1.  | «Pa' Ti No Estoy»             | 4:13     |  |
| 2.  | «Gira»                        | 3:38     |  |
| 3.  | «Dónde Ya No Te Tengo»        | 4:21     |  |
| 4.  | «Siempre De Frente»           | 4:03     |  |
| 5.  | «Cuentan»                     | 4:06     |  |
| 6.  | «De Los Dos»                  | 3:51     |  |
| 7.  | «Hoy»                         | 4:20     |  |
| 8.  | «Y Por Más»                   | 4:12     |  |
| 9.  | «Si Pongo Corazón»            | 3:55     |  |
| 10. | «Lloré»                       | 4:13     |  |
| 11. | «Mil Y Una Noches»            | 4:28     |  |
| 12. | «En La Otra Orilla»           | 3:55     |  |
| 13. | «Mil Y Una Noches (Mariachi)» | 4:28     |  |

## Personal
- Rosana Arbelo - directora, productora, voz principal y coros
- Juan Cerro - arreglista, guitarra acústica, guitarra eléctrica, cuerdas
- Anye Bao - batería
- Paloma Blanco - coros
- Vicente Borland - coros
- Carlos Doménech - coros
- Marcela Ferrari - coros
- Pedro Sánchez - coros
- Miguel De La Vega - ingeniero, mezclador
- Tino Di Geraldo - batería en “Si Pongo Corazón”
- Luis Dulzaides - percusión
- Marcelo Carlos Fuentes - bajo
- Javier Losada - teclados, hammond
- Carlos Martos - masterización
- John Parsons 	- guitarra eléctrica en “Si Pongo Corazón”
- Alfonso Pérez - teclado, piano
- Paulo Jorge Santos - guitarra, guitarra acústica
- Efraín Toro - percusión
- Pancho Amat - mezclador
- Manolo Toro - bajo

## Anuales
| País   | Asociación | Lista          | Posición anual | Ref.  |
| España | Promusicae | Top 50 Álbumes | 2001: 13       | [ 1 ] |